# Modèle t-J
Le modèle t-J décrit un isolant antiferromagnétique dopé en trous. Les sites occupés par un électron portent un moment magnétique, tandis que les sites inoccupés sont non-magnétiques. Ce modèle a été introduit dans le cadre de la théorie des supraconducteurs à haute température critique, qui sont des isolants antiferromagnétiques lorsqu'ils ne sont pas dopés, et deviennent supraconducteurs par dopage.

## Formule
Le hamiltonien
de ce modèle s'écrit:
{\displaystyle H=-t\sum _{\langle ij\rangle }{\mathcal {P}}c_{i,\sigma }^{\dagger }c_{j,\sigma }{\mathcal {P}}+J\sum _{\langle ij\rangle }{\vec {S}}_{i}\cdot {\vec {S}}_{j}}
où {\displaystyle i,j} indexent les sites d'un réseau, et le signe {\displaystyle \langle ij\rangle } indique que la somme est restreinte au site {\displaystyle i,j}. On a la relation:
{\displaystyle {\vec {S}}_{i}={\frac {1}{2}}\sum _{\alpha ,\beta }c_{i,\alpha }^{\dagger }{\vec {\sigma }}_{\alpha ,\beta }c_{i,\beta }}
où les composantes du vecteur {\displaystyle {\vec {\sigma }}} sont des matrices de Pauli. Les opérateurs
{\displaystyle c_{i,\sigma }^{\dagger }} sont les opérateurs de création pour
les fermions de spin {\displaystyle \sigma =\pm 1/2} sur les sites du réseau, et les opérateurs
{\displaystyle c_{i,\sigma }} sont les opérateurs d'annihilation correspondants. L'opérateur {\displaystyle {\mathcal {P}}} est un projecteur sur le sous espace
des états tels que {\displaystyle \sum _{\sigma }c_{i,\sigma }^{\dagger }c_{i,\sigma }\leq 1\forall i}.
Lorsque sur chaque site {\displaystyle \sum _{\sigma }c_{i,\sigma }^{\dagger }c_{i,\sigma }=1}, le modèle
t-J se réduit au modèle de Heisenberg. On définit le dopage {\displaystyle \delta } par:
{\displaystyle \sum _{i,\sigma }c_{i,\sigma }^{\dagger }c_{i,\sigma }=N(1-\delta )} de sorte de
le modèle de Heisenberg correspond à {\displaystyle \delta =0}. {\displaystyle \delta } mesure la concentration en trous du modèle.
Le modèle t-J se déduit du modèle de Hubbard dans la limite {\displaystyle U\gg t}. On trouve
alors {\displaystyle J\sim 4t^{2}/U}. Dans cette limite, {\displaystyle J\ll t}. Dans le cas d'un modèle
t-J dopé avec un seul trou, le déplacement du trou perturbe l'ordre antiferromagnétique.
Il en résulte que le fondamental du modèle t-J avec un seul trou possède un ordre ferromagnétique
(effet Nagaoka).
Dans la limite opposée, {\displaystyle J\gg t}, un trou isolé coute une énergie {\displaystyle zJ}
où {\displaystyle z} est le nombre de sites proches voisins d'un site donné. Si on a deux trous,
ils coutent une énergies {\displaystyle 2zJ} lorsqu'ils sont séparés, mais {\displaystyle 2(z-1)J}
lorsqu'ils occupent deux sites proches voisins. Il en résulte une attraction effective
entre les trous. Cette attraction peut soit donner lieu à une tendance à la supraconductivité
si {\displaystyle t} n'est pas trop petit, soit donner une séparation de phase entre des zones
contenant tous les trous et des zones non dopées en trous lorsque {\displaystyle t} devient trop
faible devant {\displaystyle J}.
En une dimension, le modèle {\displaystyle t-J} est exactement soluble pour {\displaystyle J=2t}.
Son état fondamental est alors un liquide de Luttinger. Lorsqu'on s'éloigne du point {\displaystyle J=2t} on peut pour {\displaystyle J/t} suffisamment grand entrer dans un état
liquide de Luther-Emery dans lequel les excitations de spin possèdent une fente énergétique.
En dimension plus grande que 1, il n'existe pas de solution exacte, et ce modèle est principalement étudié par des méthodes numériques. Ce modèle possède en effet un espace
de Hilbert plus restreint, avec seulement trois états par site au lieu de quatre pour
le modèle de Hubbard. Il en résulte que pour un système avec {\displaystyle N} sites, la dimension
totale de l'espace de Hilbert à considérer est seulement {\displaystyle 3^{N}} au lieu de {\displaystyle 4^{N}}. Du point de vue des approches analytiques, au contraire, il est difficile
de prendre en compte exactement la contrainte due à l'opérateur {\displaystyle P}. En général,
on doit utiliser une représentation de type bosons esclaves et se contenter de prendre
en compte la contrainte seulement en moyenne.